# Саве
Саве (англ. Save) — річка в Південній Африці. Бере початок на плато Машона недалеко від міста Хараре в Зімбабве. У верхній і середній течії багато водоспадів. У нижній течії судноплавна. Річка впадає в Мозамбіцьку протоку (Індійський океан) в області Нову-Мамбоне в Мозамбіку.